# حماسی (ژانر)

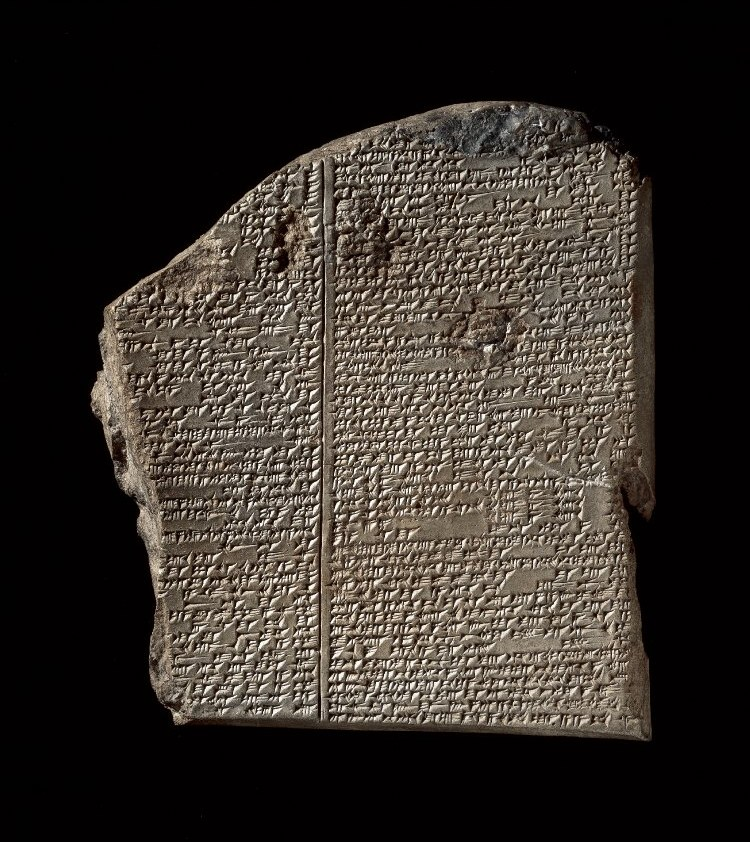
حماسی

حماسی (انگلیسی: Epic) ژانری از روایت است که توسط ماجراهای قهرمان‌وار یا افسانه‌ای ارائه‌شده در قالب طولانی تعریف می‌شود. این ژانر در قالب شعر حماسی، اکنون در تئاتر روایی، فیلم‌های حماسی، موسیقی، رمان، نمایشنامه، نمایش‌های تلویزیونی و بازی‌های ویدیویی نیز کاربرد دارد.

## برای مطالعهٔ بیشتر
- Merchant, Paul. 1971. The Epic. Routledge Kegan & Paul. شابک ‎۹۷۸−۰−۴۱۶−۱۹۷۰۰−۶.